# 바볼

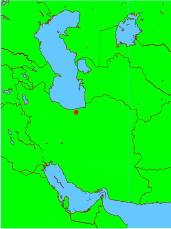
바볼의 위치

바볼 (بابل, Babol, Barfoush)은 이란 마잔다란주의 도시로서 테헤란의 북동쪽에 위치한다. 북부 이란에서는 주요한 상업 중심지이자 교역로 중심이다. 인구는 2006년 기준 283,617명인 것으로 추정된다.

## 역사
도시는 16세기 지어졌으며 고대 맘터라는 도시터에 지어진 것이다. 과거 이름이 바르포로쉬였다.
아바스 1세가 살던 궁전이 폐허로 남아 있다.

## 지리와 기후
카스피해에서 남쪽으로 20km 떨어져 있으며 바볼 로드 강의 서쪽 강둑에 위치한다. 강우량이 아주 많은 편이며 바볼 대학교는 학교 환경이 열악하다.
| Babol의 기후                         | Babol의 기후 | Babol의 기후 | Babol의 기후 | Babol의 기후 | Babol의 기후 | Babol의 기후 | Babol의 기후 | Babol의 기후 | Babol의 기후 | Babol의 기후 | Babol의 기후 | Babol의 기후 | Babol의 기후 |
| 월                                   | 1월          | 2월          | 3월          | 4월          | 5월          | 6월          | 7월          | 8월          | 9월          | 10월         | 11월         | 12월         | 연간         |
| ------------------------------------ | ------------ | ------------ | ------------ | ------------ | ------------ | ------------ | ------------ | ------------ | ------------ | ------------ | ------------ | ------------ | ------------ |
| 일평균 최고 기온 °C (°F)             | 12.9 (55.2)  | 12.7 (54.9)  | 13.3 (55.9)  | 16.9 (62.4)  | 24.3 (75.7)  | 28.8 (83.8)  | 29.5 (85.1)  | 30.4 (86.7)  | 26.8 (80.2)  | 23.5 (74.3)  | 19 (66)      | 15.4 (59.7)  | 21.1 (70.0)  |
| 일일 평균 기온 °C (°F)               | 8.6 (47.5)   | 8.5 (47.3)   | 9.4 (48.9)   | 13.1 (55.6)  | 20.2 (68.4)  | 23.5 (74.3)  | 25.4 (77.7)  | 26 (79)      | 22.4 (72.3)  | 18.9 (66.0)  | 14.1 (57.4)  | 10.5 (50.9)  | 16.7 (62.1)  |
| 일평균 최저 기온 °C (°F)             | 4.4 (39.9)   | 4.4 (39.9)   | 5.5 (41.9)   | 9.3 (48.7)   | 16.1 (61.0)  | 18.2 (64.8)  | 21.3 (70.3)  | 21.7 (71.1)  | 18.1 (64.6)  | 14.4 (57.9)  | 9.2 (48.6)   | 5.7 (42.3)   | 12.4 (54.3)  |
| 평균 강수량 mm (인치)                | 86 (3.4)     | 69 (2.7)     | 72 (2.8)     | 53 (2.1)     | 25 (1.0)     | 25 (1.0)     | 27 (1.1)     | 34 (1.3)     | 79 (3.1)     | 96 (3.8)     | 99 (3.9)     | 110 (4.3)    | 775 (30.5)   |
| 출처: Climate-Data.org, altitude: 0m |              |              |              |              |              |              |              |              |              |              |              |              |              |

## 경제
식품과 섬유가 주요 생산품이며 과일이 많이 자라서 오렌지, 레몬, 석류 등이 난다. 쌀농사도 흔하며 차, 담배, 면화 농사는 20년 전까지만 해도 흥했다. 인근 도시 중에서는 상업적으로 상당히 많이 발전된 편이다.

## 스포츠
바볼은 이란 농구 수퍼 리그의 홈으로서 여러 팀이 방문한다.
배구팀의 경우 2008-2009 우승한 BEEM 팀이 있으며 유명한 축구 선수인 노샤드 알라미안도 이곳 출신이다.